# M6 Duna Autópálya Koncessziós Zrt.
Az M6 Duna Autópálya Koncessziós Zrt. koncessziós társaságot 2004-ben a PPP projektek területén vezető német Bilfinger Berger BOT GmbH, az osztrák piacon több mint 125 éve jelen lévő Porr Infrastruktur GmbH, és a főként Közép-Európában tevékenykedő Swietelsky International Baugesellschaft m.b.H alapították.
A több mint 482 millió euró nagyságrendű M6 projekt finanszírozásához - amelybe beletartozik az autópálya kivitelezése, valamint üzemeltetése és a karbantartása 2026-ig - hosszú lejáratú kölcsönt vett fel a társaság. A kölcsönt nyújtó bankok az Európai Befektetési Bank (EIB), a DEXIA Capital Markets és Financial Security Assurance UK Ltd (FSA) biztosító.
Az építkezés két fő részből áll: az M6-os autópálya Érdi-tető - Dunaújváros között vezető szakaszából, valamint az M8 autópálya egy rövid szakaszából, amely a Dunaújvárostól délre épülő hídhoz vezet. Összességében a munkálatok nagyságrendje: 58,6 km autópálya, 10 csomópont, egy autópálya-csomópont az M6 és M8-as autópályák között, 60 híd, egy Üzemeltetési és karbantartási autópálya mérnökség, két komplex és két egyszerű pihenőhely, számos fel- és lehajtó valamint 15 körforgalom kiépítése.
Az építési munkálatokat az M6 Autópálya Építési Kkt. végezte, amelyet a Bilfinger Berger Bau GmbH (Ausztria), Porr Budapest (Magyarország) és Swietelsky Budapest (Magyarország) cégek alapítottak.

## Fejlesztések

### M6

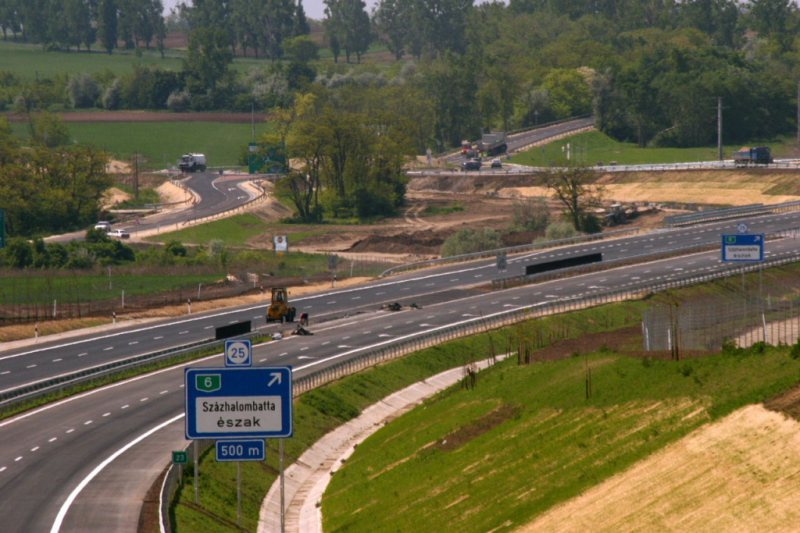
Az M6-os autópálya építése

- a koncessziós terület kezdete: 22+150 km
- a koncessziós terület vége: 76+200 km

Az M6-os autópálya három megyén halad keresztül, a 22+150-es kilométertől a 28+400-as kilométerig Pest vármegye területén vezet az út, a 28+400 km-től pedig Fejér vármegyén keresztül vezet a pálya. Az útvonal az alábbi települések közigazgatási területét érinti: Érd, Százhalombatta, Ercsi, Ráckeresztúr, Besnyő, Beloiannisz, Iváncsa, Adony, Kulcs, Rácalmás, Dunaújváros, Baracs, Kisapostag és Nagyvenyim. A déli szakasza Tolna vármegye  területét érinti. Az autópálya összesen tíz különszintű forgalmi csomóponttal biztosítja a kapcsolatot a közúthálózattal. A csomópontok kialakítása változó, részben trombita, részben lóhere típusúak.

#### Tervezési sebesség és az autópálya keresztmetszete
Az autópálya tervezési sebessége 140 km/h.
Keresztmetszeti adatok egy forgalmi irányra vonatkoztatva:
- Koronaszélesség: 26,60 m
- Forgalmi sávok száma: 2×2 sáv
- Forgalmi sávok szélessége: 2×3,75 m
- Leállósáv szélessége: 2×3,0 m
- Padka szélessége: 2×1,0 m
- Elválasztó sáv szélessége: 3,60 m
- A belső biztonsági sáv szélessége 2×0,50 m
- A külső biztonsági sáv szélessége 2×0,25 m
- A burkolat szélessége összesen: 2×11,0 m
- A gyorsítósáv szélessége: 3,75 m
- Padka szélessége gyorsítósáv mellett: 2,00 m
- Korona szélesség gyorsítósávval: 30,10 m[1]

#### Pihenőhelyek
Az M6-os autópálya mentén az alábbi helyeken létesülnek pihenőhelyek:
- 30+600 km szelvénynél komplex pihenőhely töltőállomással (MOL)
- 39+900 km szelvénynél egyszerű pihenőhely (Fácános pihenő)
- 57+400 km szelvénynél egyszerű pihenőhely (Szentmihályi pihenő)
- 70+000 km szelvénynél komplex pihenőhely töltőállomással (OMV)[1]

### M8
- a koncessziós terület kezdete: 5+750 km
- a koncessziós terület vége: 10+300 km[4]

## Képgaléria
- Galéria